# Port Chicago Naval Magazine National Memorial
Le Port Chicago Naval Magazine National Memorial est une aire protégée américaine située à Concord, en Californie. Ce mémorial national fondé le 28 octobre 1992 commémore la catastrophe de Port Chicago. Géré par le National Park Service et l'United States Navy, il couvre 2 ha. Il est inscrit au Registre national des lieux historiques depuis le 28 octobre 2009.